# Pseudocalamobius japonicus
Pseudocalamobius japonicus là một loài bọ cánh cứng trong họ Cerambycidae.